# Valkenswaardse Roller Club
Il Valkenswaardse Roller Club è un club di hockey su pista avente sede a Valkenswaard nei Paesi Bassi.

## Palmarès

### Titoli nazionali
- Campionato olandese: 11

1998, 2004, 2005, 2006, 2007, 2008, 2009, 2010, 2011, 2016
2018